# Tête de mort
Pour l’article ayant un titre homophone, voir Tête de Maure.
 (août 2008).
Si vous disposez d'ouvrages ou d'articles de référence ou si vous connaissez des sites web de qualité traitant du thème abordé ici, merci de compléter l'article en donnant les références utiles à sa vérifiabilité et en les liant à la section « Notes et références ».
La tête de mort (☠) est un symbole qui représente un crâne humain recouvrant ou surmontant, selon les cas, une paire de tibias. Son utilisation rappelle aux humains le caractère inévitable de la mort. Aussi terrifiante que fascinante, la tête de mort est souvent associée à l'expression latine memento mori, laquelle signifie « rappelle-toi que tu vas mourir ».
On l'associe le plus généralement à la piraterie ou la  toxicité, en revanche ce symbole est aussi présent dans de nombreux autres domaines comme la religion, la politique, l'art, la mode, le tatouage ou encore la musique...
Associée à la Mort et aux vanités humaines, la symbolique du crâne trouve racine dès l'Antiquité et continue de susciter l'intérêt dans nos sociétés contemporaines.

## Historique
Ce symbole semble trouver ses origines au Moyen Âge, au temps des croisades, sur les armures ou équipements militaires, utilisés par certaines armées européennes. En effet, la tête de mort était un symbole populaire qui annonçait aux ennemis et aux populations que l'armée qui l'arbore, prévoyait sa victoire sans craindre sa propre mort ou celle d'autrui, comme sacrifice pour vaincre. Annonciateur de terreur, les batailles se suivaient d'expositions de crânes dans les lieux publics pour rappeler le triomphe et effrayer les villes voisines. Le symbole est par exemple utilisé par la Compagnie de la Mort italienne dès le XIIe siècle[réf. nécessaire].
Certains historiens font remonter l'origine de ce symbole à la suppression de l'ordre du Temple, au début du XIVe siècle, lorsqu'une partie de la flotte de l'ordre du Temple serait devenue une force navale clandestine, cherchant vengeance[réf. nécessaire]. Ces navires portant le pavillon Jolly Roger, auraient ainsi considérablement fait augmenter la piraterie à cette époque, en Atlantique, Manche, Mer du Nord et Méditerranée.
Ce pavillon aurait pour origine Roger II de Sicile (1095 - 1154), lui-même surnommé « Jolly Roger » : celui-ci l'aurait hissé lors du schisme Anaclet II (anti-pape) / Innocent II, et de son combat contre les forces papales. Il aurait ensuite été désigné patron de La flotte de l'ordre du Temple par les capitaines de navires templiers qui seraient parvenus à échapper à la dissolution de l'Ordre, en signe de révolte contre Rome[réf. nécessaire]. Ne pouvant plus porter le pavillon templier, ceux-ci auraient hissé le Jolly Roger lorsqu'ils croisaient les navires français, anglais ou de la papauté.

Jolly Roger - drapeau pirate

Plus tard, lors de la recherche de la Route des Indes par les navigateurs européens, la piraterie s'est à nouveau fortement développée. La tête de mort sera utilisée par les pirates au début du XVIIIe siècle sur leur pavillon (baptisé « Jolly Roger » chez les anglo-saxons). Pour être craints des autres navires et annoncer le combat, les pirates étendaient alors des drapeaux noirs avec une tête de mort blanche pour semer la terreur sur les mers en tuant les équipages et en s'appropriant les navires et les richesses qu'ils contenaient. 
Le symbole, sous le nom allemand de totenkopf, est arboré par un ordre de chevalerie au XVIIe siècle puis des unités de hussards au XVIIIe siècle, en particulier le 5e régiment puis la Légion noire, et repris par les Hussards de la Mort de la Révolution française et les hussards d'Alexandria russes. Il perdurera avec les freikorps et les unités blindés de la Wehrmacht. Le totenkopf sera utilisé aussi comme emblème nazi, en particulier pour la SS. 
Il est utilisé aussi par des militaires comme emblème personnel - le plus célèbre étant l'aviateur Charles Nungesser - ou par de nombreuses formations (voir en:Totenkopf#Non-German_military), telles le 17th Lancers (en), le Détachement léger no 4 finlandais, les « Vengeurs de la Mort » de la Commune de Paris, le Kampfgeschwader 54 ou les Mousquetaires du Duce (it) et autres unités fascistes. Durant la Guerre civile russe, diverses entités usèrent du symbole, telles l'Armée révolutionnaire insurrectionnelle ukrainienne et son « Territoire libre » ou le détachement de choc de Lavr Kornilov. 
Au sein de l'USAF, la tête de mort est l'emblème de la célèbre escadrille d'attaque 103 (VFA-103) dont les membres sont d'ailleurs surnommés les « Jolly Rogers ». 

## Religions et croyances

### Le crâne
L'importance du crâne tient à la représentation de cette partie du corps dans de nombreuses légendes européennes et asiatiques. La représentation macrocosmique de l'Homme compare son crâne, protecteur de l'âme, à la voute céleste, domaine des dieux. Par exemple dans le Grimnismal islandais, le crâne du géant Ymir devient à sa mort la voute du ciel.

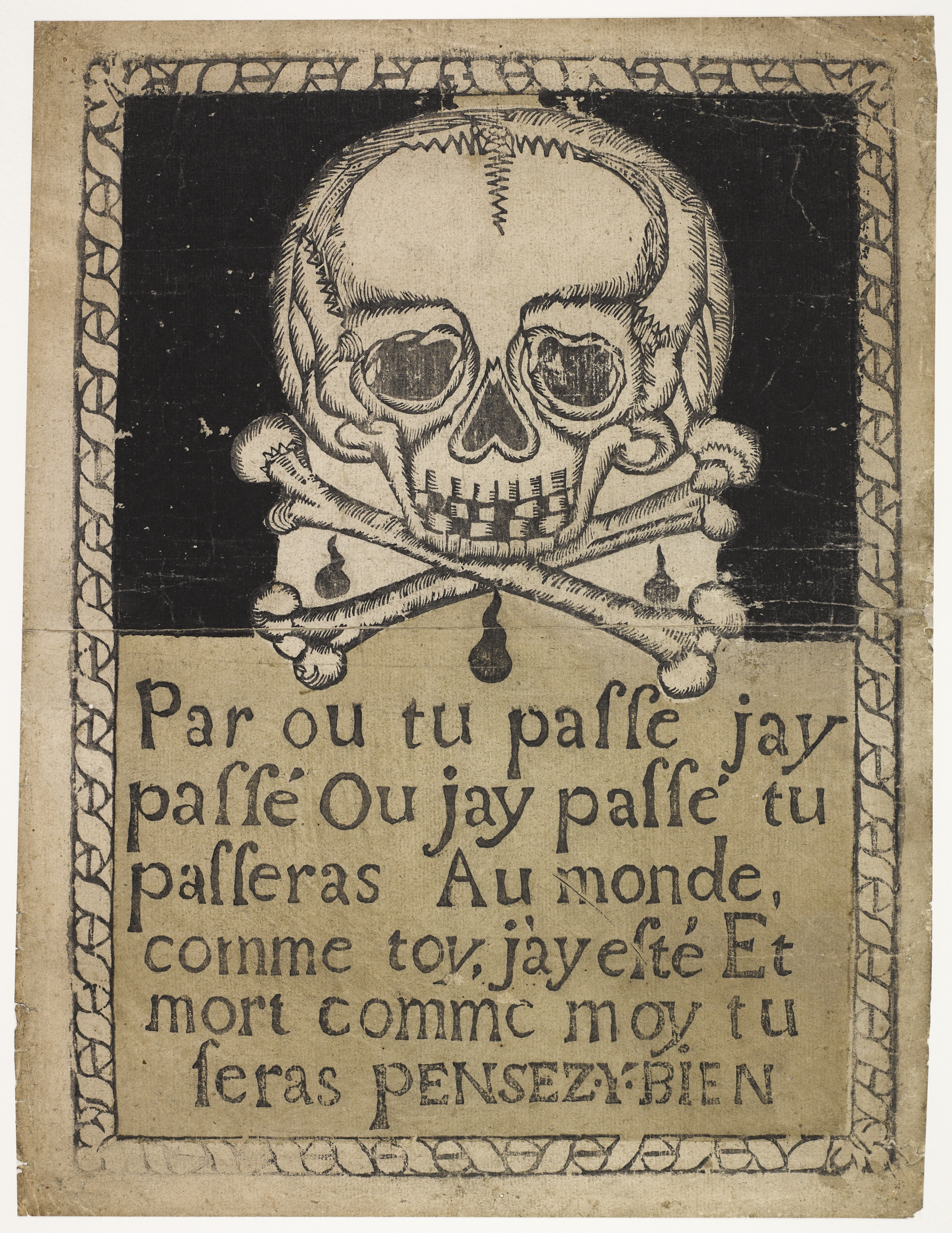
Image populaire bretonne, 18e siècle

Dans la civilisation maya en Amérique, qui trouve son origine dès la Préhistoire, la croyance en dieux se décompose en deux catégories, selon une distinction binaire entre le bien et le mal. L'une est associée au jour et au ciel comprenant 13 divinités et l'autre est liée au monde souterrain comptant 9 dieux appelés "les seigneurs de la nuit" parmi lesquels nous retrouvons le dieu de la mort représenté par un squelette au crâne terrifiant.
En Asie, nous retrouvons la symbolique du crâne dans le bouddhisme et l'hindouisme à travers leur art religieux. En effet la représentation du seigneur de la mort chez les bouddhistes, nommé Yama, possède cinq crânes autour de sa tête, tels une couronne qui indique une victoire sur cinq défauts : la haine, la cupidité, l'orgueil, l'envie et l'ignorance. D'autre part dans la religion hindoue Kali la déesse de la mort est parée d'un collier de crânes.
Dans la culture chrétienne la fatalité morbide du crâne est nuancée par la foi envers l'au-delà et d'une vie après la mort. La conception biblique du crâne est illustrée par le Golgotha aussi surnommé le "mont du crâne" où serait enterré Adam, son crâne et ses tibias étant représentés au pied de la croix de Jésus. Un arbre pourrait pousser sur ce crâne, un arbre de vie qui permet de comparer Jésus à un Adam renaissant.

### Les Calaveras au Mexique

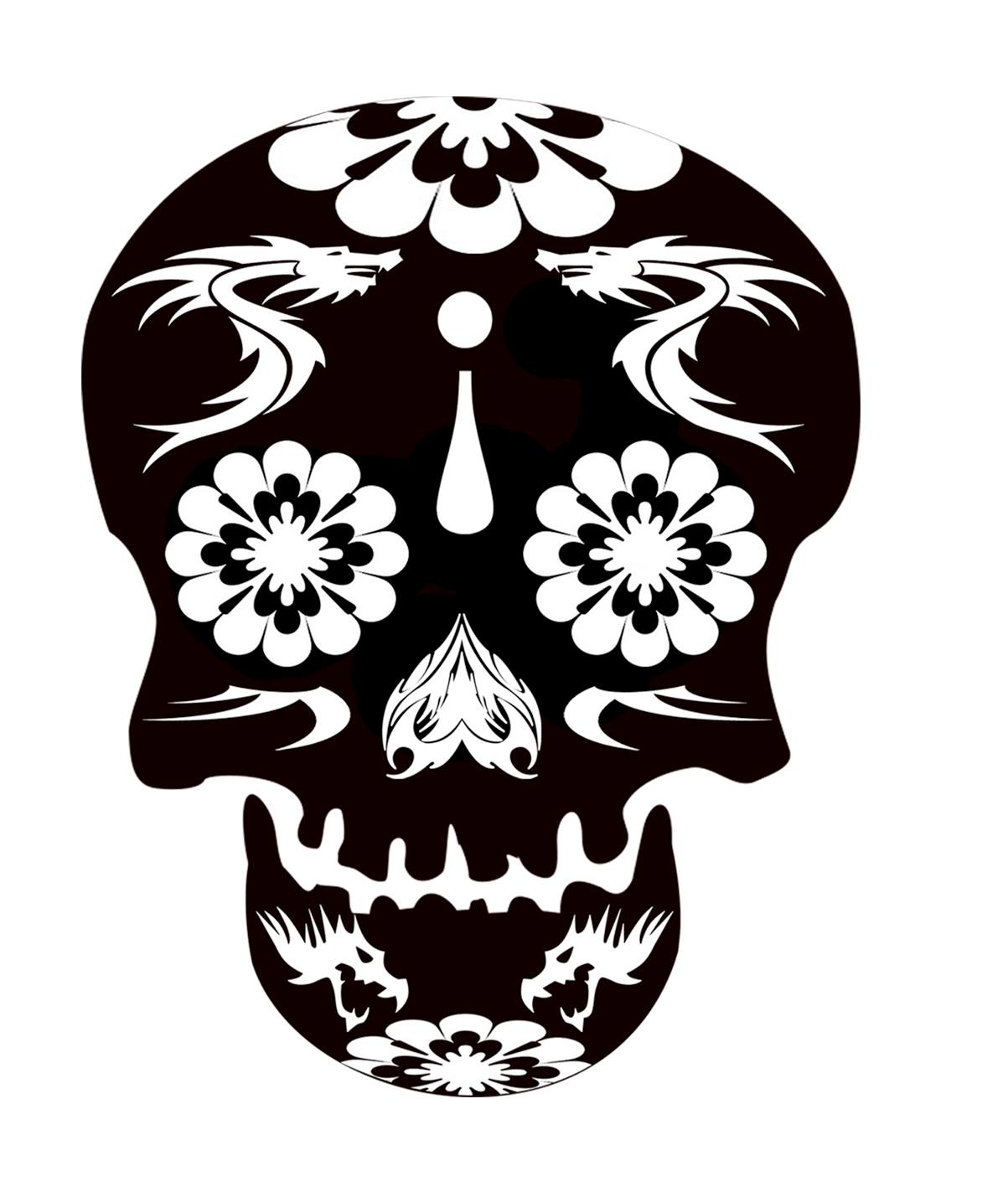
Calavera mexicaine

Le crâne, est donc un symbole fort et durable dans les religions et croyances du monde entier depuis des millénaires. En revanche la spécificité de la tête de mort en tant que symbole religieux est associé surtout aux Calaveras de la Catrina.
Lors de la fête des morts ou « dia de los muertos », les femmes mexicaines ont pour tradition de se maquiller en tête de mort colorée et festive. Cette coutume est née en 1912 lorsque José Guadalupe Posada créa ce visuel pour rappeler aux classes supérieures, l'importance des coutumes locales . Cette fête a pour but de rassembler les gens autour d'une fatalité commune qu'est la mort, dans une ambiance festive. On peut trouver des têtes de mort ornées de sombrero, de joyaux ou de plumes, des crânes en sucre ou en chocolat et les familles ont pour habitude d'aller manger sur les tombes de leurs proches. Ce jour étant une célébration à la fois des morts et de la vie.
À la fois terrifiant et élégant, la calavera est devenue une mode internationale, utilisée en guise de déguisement pour la fête d'Halloween notamment. Autre dérive, on retrouve cette esthétique dans le logo de la célèbre marque de boissons Cubanisto, inspiré du masque de fête cubain.

## Art
La tête de mort est illustrée depuis le Moyen Âge dans de nombreuses œuvres d’art. Utilisé tout d’abord comme forme de salut dans les peintures religieuses, le crâne symbolisera ensuite l’importance et la vertu des papes ou cardinaux. L’art classique placera ce symbole au centre de ses chefs-d’œuvre avec la volonté de souligner le temps qui passe et d’accorder une place importante à la dernière phase de la vie, la mort, avant l'au-delà.
Plus tard, de nombreux peintres comme Dali, Braque ou Picasso utiliseront ce crâne humain surmonté de deux tibias dans des natures mortes, des tableaux, des gravures ou encore des sculptures.
L’art contemporain va trouver dans la tête de mort une abondante inspiration. L’imagerie sombre de ce symbole va être mêlée à l’univers du strass et d’inédites productions vont naitre au caractère engageant. Damien Hirst par exemple créa un sac en forme de crâne recouvert de strass. On peut également citer les travaux de l'artiste américain Jean-Michel Basquiat, avec  ses œuvres présentant une tête de mort couronnée, aux yeux rouges, dans les années 1980.

## Mode et esthétique

### Mode gothique / symbole fantaisie
Dans le milieu de la mode on associe surtout le dessin de tête de mort aux tendances gothiques. Cette utilisation appuie une expression de rébellion mais à la fois de culte et de mysticisme. Sur les bijoux, bandanas ou tee-shirts, la tête de mort fut en partie démocratisée dans ce milieu par l'impact des rockeurs qui arborent ce symbole sur scène, dans leurs tenues, accessoires et sur leurs pochettes d'albums.
L'impact des gangs de motards ou bikers est également fort pour cette esthétique. Cet emblème est lié à leur goût du risque et du danger, en ayant pour philosophie de vivre au maximum jusqu'à ce que la mort vienne les chercher. Se tatouer une tête de mort ou en porter sur ses vêtements et accessoires s'apparente même à une sorte de talisman qui les protègerait de la mort. C'est pourquoi la tête de mort est fréquemment utilisée en guise de logo pour ces gangs comme les célèbres Hell's angels qui semaient la terreur sur les routes dans les années 1950, dont le logo est une tête de mort portant un casque ailé.
Ce nouveau gout pour la tête de mort touche donc d'abord les jeunes, mais les grandes marques de prêt à porter comme Dior, Alexander McQueen (porté par Kate Moss), Diesel, Fendi et encore Philipp Plein ont utilisé cette tendance pour atteindre un grand public en dédramatisant l'aspect morbide de ce symbole pour le transformer en motif tendance et fantaisie. Aussi présente sur les sacs, les sous-vêtements, les chaussures ou sur des éléments de décoration, la tête de mort est devenue glamour et tendance.

### Le tatouage

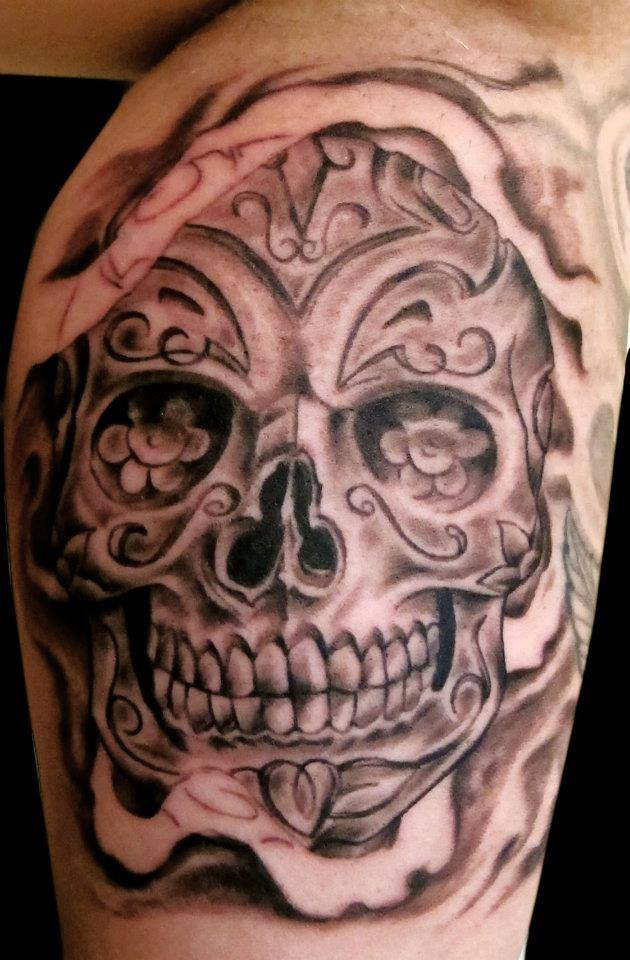

La symbolique du crâne est très présente dans les tatouages. Apprécié pour son côté effrayant, provocateur et rappelant le danger, le tatouage de tête de mort se décline sous divers styles et à différents emplacements sur le corps des sujets. Le choix d’inscrire sur son corps de manière indélébile ce symbole peut être tout d’abord un signe d’acceptation de la mort, face à ce que la plupart des gens considèrent comme tabou, les tatoués chassent leur propre peur et se préparent à cette fin de vie. Les gangs de motards le portent très souvent.
Sinon, ce tatouage peut aussi être utilisé comme signe de vie ou de rébellion lorsque celui est agrémenté de flammes ou autres motifs. Nous pouvons reprendre ici l’exemple de crâne mexicain : les calaveras. Image très en vogue, de nombreuses célébrités l'on inscrit sur leur peau comme Chris Brown, Rihanna ou encore Johnny Depp, des figures qui influencent les jeunes générations et lancent des effets de mode en démocratisant cette pratique et esthétique.

## Autres références

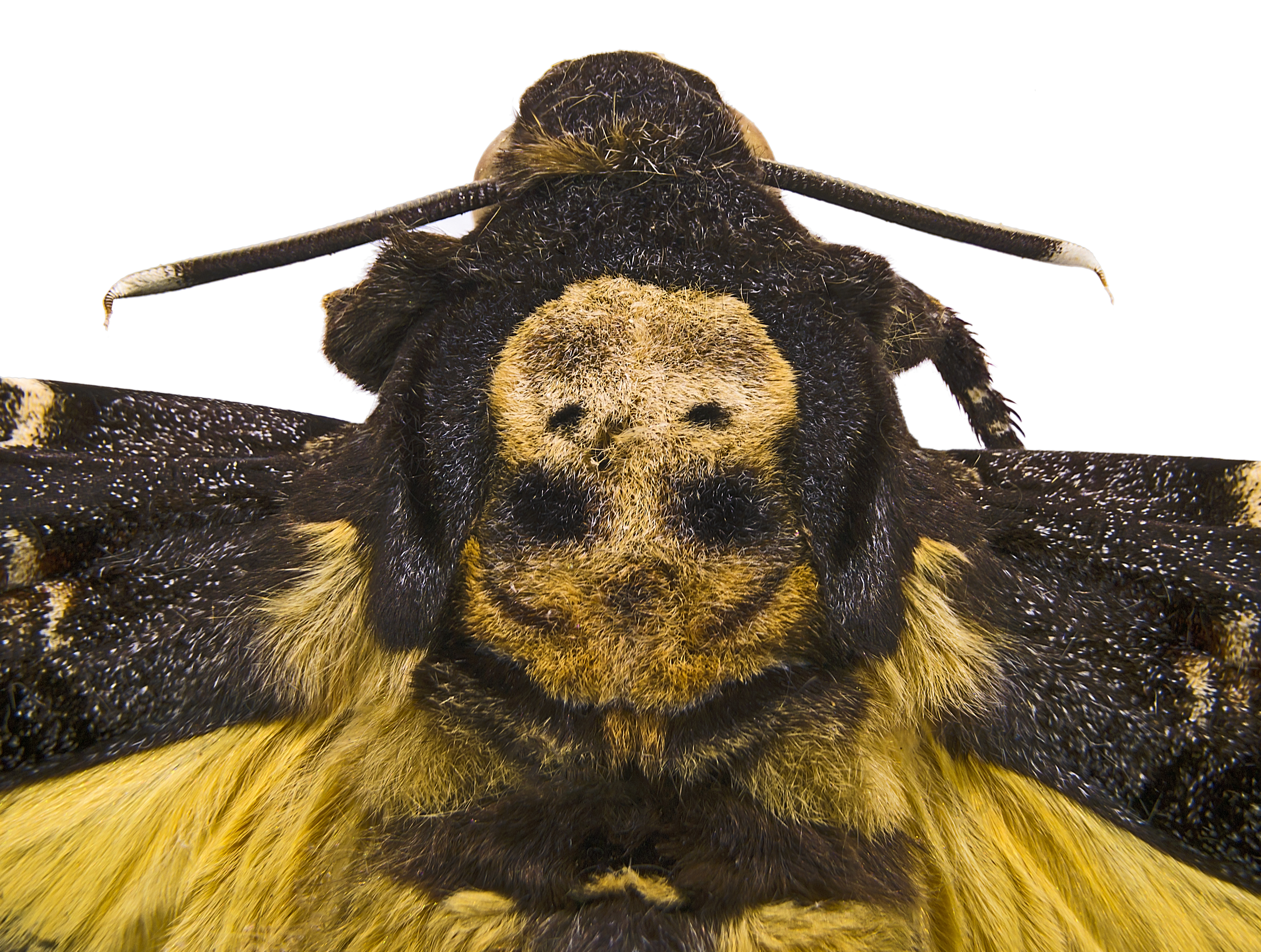
Marque dorsale du sphinx tête de mort - MHNT

Dans Harry Potter, la Marque des Ténèbres est un symbole en forme de tête de mort avec un serpent sortant de la bouche.
C'est l'emblème officiel et le symbole des basejumpeurs.
Chez les francs-maçons, il s'agit du symbole pour représenter le passage de la vie à la mort.
Unicode utilise U+2620 ☠ tête de mort (HTML : &#9760;) pour ce symbole.
Le sphinx tête de mort est un papillon connu pour le motif de son thorax qui évoque une tête de mort.

### Logo substance toxique
Ce symbole est utilisé pour mettre en garde contre les substances létales (pouvant entraîner la mort).

## Galerie

Jolly Roger, drapeau traditionnel des pirates
Symbole de danger chimique pour « Produit Toxique, T »
Autre disposition du symbole de danger